# Trinitat Neras i Plaja
Trinitat Neras i Plaja (Bagur, Gerona, 9 de agosto de 1941 - 10 de junio de 2024) fue una política española. Miembro de la Convergencia Democrática de Cataluña, sirvió en el Parlamento de Cataluña desde 1980 hasta 2003 como una de las primeras ocho legisladoras femeninas, y jugó un papel significativo en la política catalana durante más de dos décadas.

## Carrera Política
Neras fue elegida diputada en la circunscripción de Girona en seis elecciones consecutivas (1980, 1984, 1988, 1992, 1995 y 1999) y representó a Convergència i Unió (CiU) en el Parlamento de Cataluña durante 23 años, desde 1980 hasta 2003.

### Medalla de Honor del Parlamento
En 1980, Neras fue una de las primeras ocho diputadas del parlamentarismo catalán, junto con Rosa Barenys, Dolors Calvet, Teresa Calzada, Concepció Ferrer, Helena Ferrer, Marta Mata y Assumpció Sallés. En 2015, la cámara catalana reconoció a estas pioneras con la Medalla de Honor "por su carácter pionero y por su implicación política en aquellos años iniciales de la recuperación de la democracia y el autogobierno". Neras fue la encargada de hablar en nombre de las galardonadas, destacando el trabajo parlamentario de esa época y el aporte de las mujeres a la convivencia y respeto a la lengua y cultura catalana.

## Inicios en la Política
Trinitat Neras comenzó su carrera política en 1977, junto a su esposo, Emili Tarrés, quien fue alcalde de Begur durante cuatro años (1983-1987). Ambos se afiliaron a Convergència Democràtica de Catalunya (CDC). La entrada de Neras al Parlamento fue en parte accidental, tras algunos problemas para formar la candidatura de Girona, donde la sección de CDC en el Baix Empordà presionó para que Neras formara parte de la lista. Ocupó el número siete en la lista, y contra las expectativas, CDC consiguió siete diputados en Girona, convirtiendo a Neras en diputada.
Además de su carrera en el Parlamento, Neras fue candidata a la alcaldía de Begur en 1991, aunque el PSC ganó las elecciones municipales y Neras sirvió como concejala en la oposición durante cuatro años.

## Otros Trabajos y Reconocimientos
Antes de su carrera política, Neras trabajó en el negocio familiar, una fonda en Begur, y en los sectores de la hotelería y la construcción. En 2006, fue elegida consejera general de Caixa Girona.
Trinitat Neras i Plaja falleció el 10 de junio de 2024, a los 82 años.